# Orwelliano

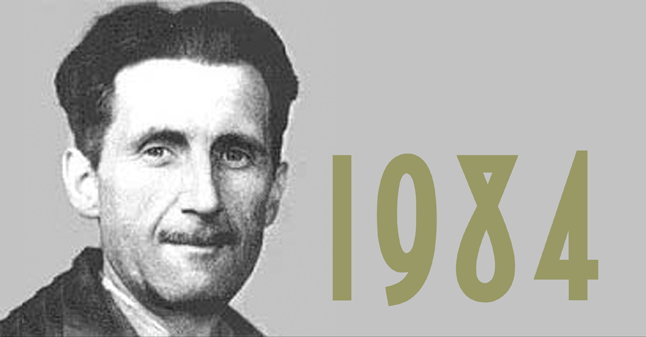
George Orwell, 1984

El término orwelliano (en inglés: orwellian) es un adjetivo que describe toda situación, idea, o condición social que George Orwell identifica como destructiva para una sociedad libre y abierta. Denota una actitud y una política brutal de control draconiano por la propaganda, la vigilancia, desinformación, la negación de la verdad (Doblepensar), y la negación del pasado (incluyendo la "Unperson", una persona cuya existencia es eliminada del registro público). A menudo, esto incluye las circunstancias representadas en sus novelas, particularmente en su novela 1984.
The New York Times dijo que el término es "El adjetivo más ampliamente utilizado derivado del nombre de un escritor moderno".

## Etimología
La palabra es resultado de la unión entre Orwell y el sufijo -ian (cuyo equivalente en español es -iano/a), se forma entonces la palabra orwellian, que se traduce como orwelliano.

## Definiciones
Si bien el término es comúnmente utilizado como sinónimo de "totalitario", algunas personas sostienen que esa no es la definición adecuada. Sino que el término orwelliano describiría la manipulación política sobre la cultura de la población, a nivel histórico, tradicional, y lingüístico, tal como lo hacía el régimen del Gran Hermano a través de la neolengua en 1984.
Así, si se quiere describir un régimen donde el Estado manipula la información que recibimos y mantiene vigilada a la población, podríamos decir que vivimos en un Estado Totalitario, mas no orwelliano. En cambio, si ese mismo Estado manipulara la lengua, la cultura o la tradición de la población en favor a su régimen, sí se le podría denominar orwelliano.
El Oxford English Dictionary define orwelliano como:

Característica de los escritos de George Orwell, sobre todo con referencia a su relato distópico de un futuro estado totalitario en 1984